# Aeroportul Fresno Chandler Executive
Aeroportul Fresno Chandler Executive (IATA: FCH, ICAO: KFCH, FAA LID: FCH) este un aeroport din California, Statele Unite ale Americii ce deservește zona Fresno. A fost deschis în 1929 și numit după zona deservită.
Situat la o altitudine de 85 m, aeroportul dispune de 1 pistă.

## Infrastructură

### Piste
Aeroportul dispune de o singură pistă. Pista 12/30 are suprafața de asfalt și dimensiunile 3.627 picioare × 75 picioare. 